# Мост Сальто-Гранде
Мост Сальто-Гранде — совмещённый автомобильный и железнодорожный мост через реку Уругвай между городами Конкордия (Аргентина) и Сальто (Уругвай). Мост проходит вдоль плотины гидроэлектростанции Сальто-Гранде над водами водохранилища и, как и весь комплекс, находится в ведении обеих стран.
Расстояние до Конкордии, находящейся ниже по течению на правом берегу реки — 18 км. Через реку от него находится Сальто.